# Nummela kyrka
Nummela kyrka och församlingscentrum är Vichtis församlings fastighet i Vichtis i Nummela i det finländska landskapet Nyland. Det ursprungliga kyrkorummet i rödtegel vid stigen Sentraalipolku blev färdig år 1969. Kyrkan ritades av arkitekterna Esko Toiviainen och Tarja Toiviainen. Fastigheten utvidgades på 1980-talet.

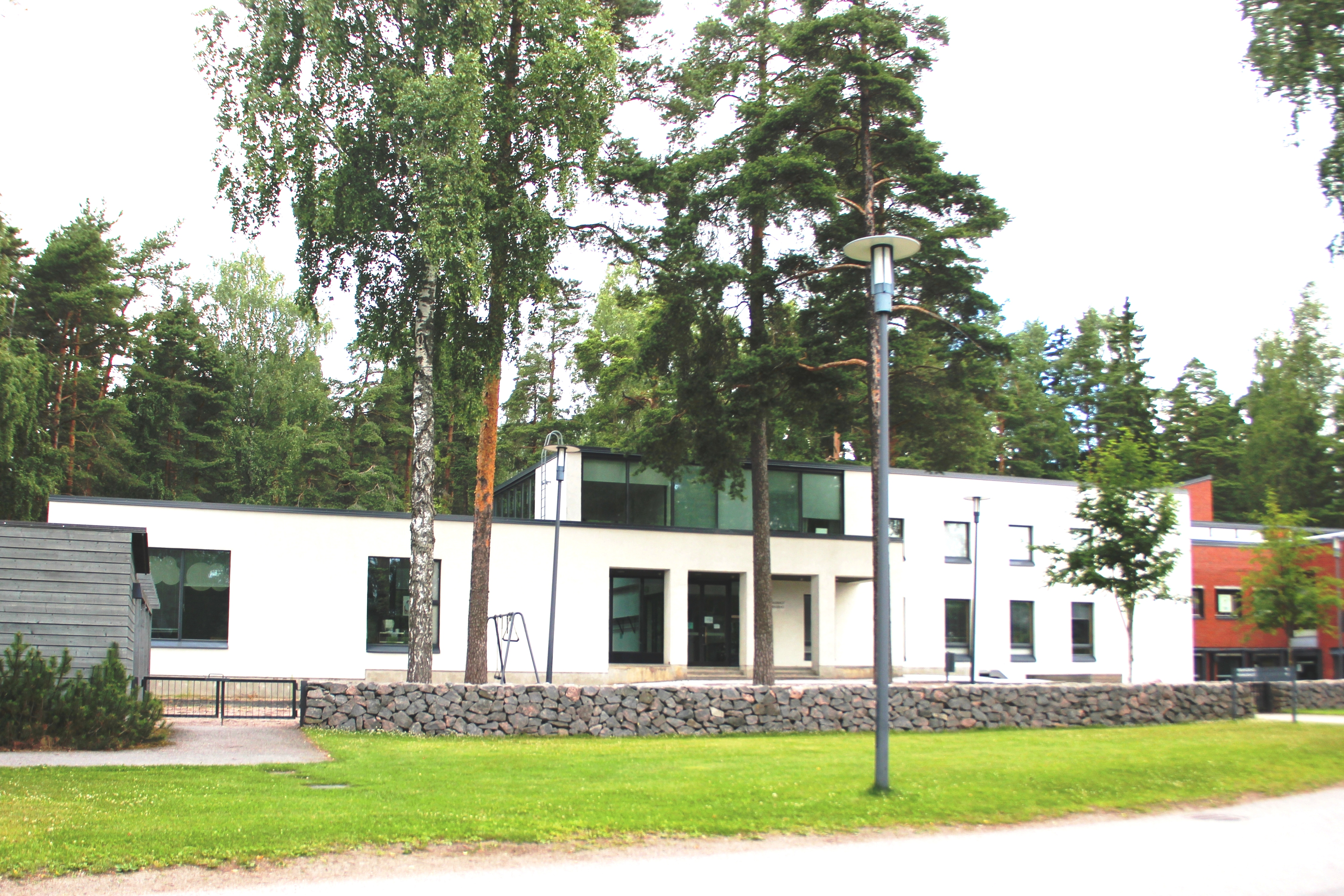
Tillbyggnaden från år 2005.

År 2005 gjordes en tillbyggnad vilken avviker från den äldre byggnaden. Tillbyggnaden är vit och den har ritats av arkitekterna Kirsti Sivén och Asko Takala. Den nya byggnaden har församlingsutrymmen i nedre våningen och kontorsutrymmen i övre våningen.
Ursprungligen hade kyrkan en orgel med 6 stämmor. Denna orgel ersättes med en digitalorgel med 31 stämmor år 2006. År 2020 ersättes digitalorgeln med en orgel från Jokela kyrka som man hade bestämt att riva. Orgeln har 9 stämmor.
Vid altarväggen finns en träskulptur av Uuno Poikonen som heter "Tulkaa minun tyköni kaikki työtätekevät ja raskautetut" alltså på svenska "Kom till mig alla som arbetar och är tyngda av bördor".